# Чэнь Силянь
Чэнь Силя́нь (кит. упр. 陈锡联; 4 января 1915 — 10 июня 1999) — китайский военный, коммунистический политик и государственный деятель, генерал НОАК. Участник гражданской и японо-китайской войн. Командовал Шэньянским и Пекинским военными округами. В 1969—1980 — член Политбюро ЦК КПК. В 1975—1980 — вице-премьер Госсовета КНР. После смерти Мао Цзэдуна являлся сторонником Хуа Гофэна. В период реформ Дэн Сяопина отстранён от должностей, выведен из политики и военного командования.

## Участие в войнах
Родился в крестьянской семье, проживавшей в горной местности уезда Хуанъань провинции Хубэй. В 15-летнем возрасте вступил в Красную армию Китая. С 1930 — член КПК.
Чэнь Силянь активно участвовал в гражданской войне. Служил политкомиссаром в 4-м корпусе под командованием Чжан Готао, Сюй Сянцяня и Ли Сяньняня. Подвергался дисциплинарному воздействию со стороны Сюй Сянцяня.
Участвовал в создании «советского района» и в Великом походе. Последовательно прошёл ряд командных ступеней в политическом аппарате 13-й армии: был политкомиссаром батальона, полка, дивизии. С августа 1935 командовал дивизией. Участвовал в боях, был ранен.
Во время китайско-японской войны Чэнь Силянь командовал 129-й дивизией 8-й армии НОАК. Служил под командованием Чжу Дэ и Сюй Шию. Участвовал в битве за Синькоу (1937, под командованием Чэнь Силяня 769-й полк уничтожил на авиабазе Янминбао 24 японских самолёта) и Битве ста полков (1940). В 1945 командовал 385-й бригадой НОАК в провинции Хэбэй.
С 1946 противостояние в Китае перешло в формат второй гражданской войны — между КПК и Гоминьданом. Чэнь Силянь, действовавший под командованием Лю Бочэна и Дэн Сяопина, участвовал весной 1947 в успешном наступлении НОАК в провинциях Шаньси и Хэнань. С мая 1948 командовал 3-м корпусом полевой армии НОАК в провинциях Хэнань и Аньхой. Осенью 1948 — зимой 1949 участвовал в решающий сражениях в Аньхой. Весной 1949 корпус Чэнь Силяня наступал на Ханчжоу и Шанхай. В его подчинении состояли тогда Се Фучжи, Лю Хуацин, Ли Дэшэн.

## Генерал Мао Цзэдуна

### Командование в Маньчжурии
В 1950, после прихода КПК к власти, Чэнь Силянь был назначен мэром Чунцина, командующим НОАК в провинции Сычуань и командующим артиллерией НОАК. С 1955 Чэнь Силянь — генерал НОАК. В 1958 артиллерия Чэнь Силяня вела обстрел архипелага Цзиньмэнь, находящегося под контролем Китайской Республики. Радио Пекина в это время заявляло о готовности «немедленно освободить Тайвань». Возникла угроза крупного столкновения, которая, однако, не дошла до реализации из-за вмешательства США и СССР.
В 1959 Чэнь Силянь был назначен командующим Шэньянским военным округом. Его возвышение было сопряжено с опалой и устранением генералов Пэн Дэхуая, Хуан Кэшэна и Дэн Хуа, вызывавших недовольство Мао Цзэдуна излишней самостоятельностью и критическими выступлениями.
Шэньянский военный округ охватывал важные участки китайско-советской границы. Это обусловило военно-политическое влияние Чэнь Силяня, занимавшего пост командующего до конца 1973. Во время его командования произошёл советско-китайский пограничный конфликт на острове Даманский.

### В партийном руководстве
В 1959 Чэнь Силянь, возглавил региональное Северо-Восточное бюро ЦК КПК, руководящее парторганизациями Маньчжурии. В период Культурной революции возглавлял Революционный комитет провинции Ляонин. Его заместителем  политкомиссаром округа был племянник Мао Цзэдуна Мао Юаньсинь.
Чэнь Силянь проводил политику полной лояльности Мао Цзэдуну, однако конфликтовал с радикальными хунвэйбинами и использовал свои военные и административные ресурсы для поддержания стабильности на подведомственной территории. Он обеспечивал армейский контроль, назначая офицеров НОАК на партийные и административные посты. Чэнь Силянь сыграл видную роль в подавлении хунвэйбинов и наведении порядка силами НОАК — в соответствии с курсом Мао Цзэдуна, взятом с 1968.
В 1969 на IX съезде КПК Чэнь Силянь был кооптирован в состав Политбюро. С 1968 по 1974 — глава администрации, в 1971—1974 — глава парторганизации провинции Ляонин. Одним из первых военачальников Чэнь Силянь присоединился к разоблачению «заговора Линь Бяо» в 1971, чем ещё более укрепил своё положение при Мао Цзэдуне.
На X съезде КПК в 1973 Чэнь Силянь вновь стал членом Политбюро. В начале 1974 он был переведён на командование Пекинским военным округом. В 1975 назначен вице-премьером Госсовета КНР. В начале 1976 некоторое время замещал Мао Цзэдуна и Е Цзяньина на руководстве Военным советом ЦК КПК. Чэнь Силянь умело маневрировал между противоборствующими группами партийного руководства — Чжоу Эньлая, Цзян Цин, Хуа Гофэна — сохраняя при этом расположение Мао Цзэдуна.

## После Мао. Усиление и устранение
Осенью 1976 года, после смерти Мао Цзэдуна, Чэнь Силянь поддержал Хуа Гофэна в качестве преемника. Он сыграл заметную роль в разгроме «Банды четырёх», планировавшей захват власти и устранение Хуа Гофэна. Одно время командующий столичным военным округом считался «правой рукой» нового председателя ЦК, поскольку обеспечивал ему оперативную военную поддержку. XI съезд КПК в 1977 году подтвердил статус Чэнь Силяня как члена Политбюро.
Политически Чэнь Силянь придерживался консервативно-маоистских взглядов (хотя был противником эксцессов Культурной революции) и не поддерживал реформаторские планы Дэн Сяопина. Между тем, к 1978 году Дэн Сяопин приобрёл решающее влияние в партийном руководстве. Сильным ударом персонально по Чэнь Силяню стала реабилитация Пэн Дэхуая, Хуан Кэшэна и Дэн Хуа.
В декабре 1978 года III пленум ЦК КПК утвердил программу реформ и открытости, внесённую Дэн Сяопином. Группа консервативных сторонников Хуа Гофэна — Ван Дунсин, У Дэ, Цзи Дэнкуй, Чэнь Силянь — подверглась резкой критике и была квалифицирована как «Малая банда четырёх». Формально Чэнь Силянь более года сохранял прежние посты, но после пленума утратил всякое влияние. В январе 1980 года он был выведен из ЦК, снят с должностей командующего Пекинским военным округом и вице-премьера Госсовета.
Чэнь Силянь, как и другие члены «Малой банды четырёх», не подвергся преследованиям и даже оставался до 1992 года членом Центральной комиссии советников КПК. Однако никакой военной и политической роли с 1980 года он не играл. Скончался в 1999 году в возрасте 84 лет.
Чэнь Силянь был дважды женат. Имел сына (генерала НОАК) и дочь.